# Akhal-Teke
Akhal-Teke (od turkmenskog Ahalteke), pasmina konja s područja Središnje Azije, iz koje je proširena i na područje Rusije i Turske. Nacionalni je simbol Turkmenistana, u kojem posebna državna agencija provodi održavanje i razvoj vrste. Predstavlja rijetku pasminu te broji oko 6000 živućih jedinki u svijetu. U Kini ih nazivaju rajskim konjima zbog sjajnih, svilenkastih dlaka koje je ih prekrivaju. Ispitivanjem njihove dlake, utvrđeno je da zbog svoje građe sjaji na svjetlosti.
Uzgojilo ga je turmensko pleme Tekke, koje je nastanjivalo sjeverne padine lanca Kopet-Dag, izravno iz turkmenskog konja. Nakon poraza Turkmena od postrojbi Ruskog Carstva, pasmina se proširila na područje Rusije, gdje se razvio sustav organiziranog uzgoja konja za konjicu i konjički šport. Do 1932. vodio se i registar pasmina u kojem se bilježila brojnost i osobine pasmine. Pasmina je bila zastupljena među 700 poznatih pasmina konja u prvom tiskanom ruskom registru konjskih pasmina iz 1941. godine.